# Henry Holt

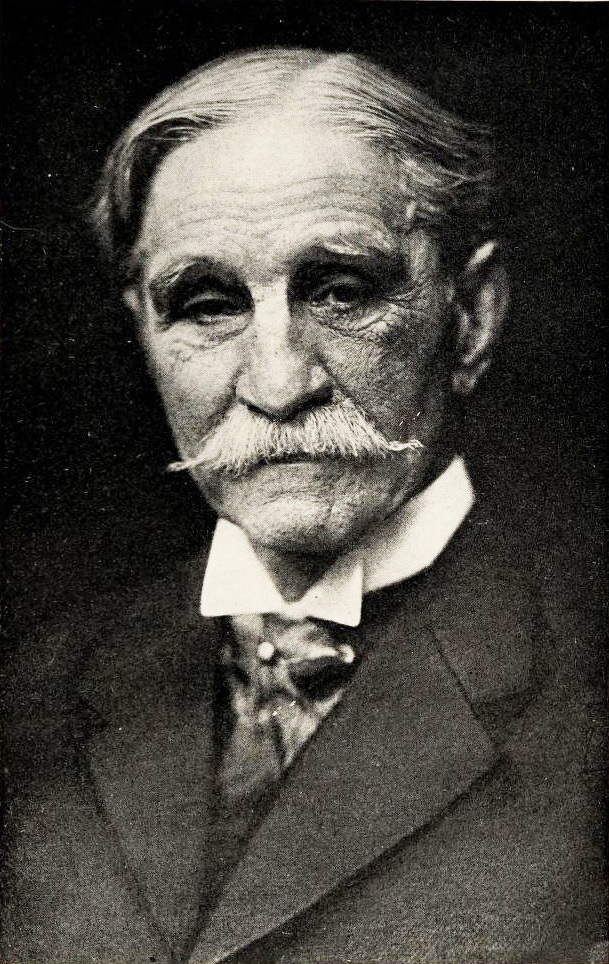
Henry Holt

Henry Holt (Baltimore, 3 januari 1840 – New York, 13 februari 1926) was een Amerikaans uitgever en schrijver.  

## Biografie
Henry Holt werd geboren in Baltimore. Hij studeerde in 1862 af aan de Yale-universiteit.
Na een jaar rechtenstudie aan de Columbia-universiteit trouwde Holt met Mary Florence West en stopte met z'n studie om te gaan werken. In 1866 ging hij bij het uitgeversbedrijf van Frederick Leypoldt werken, dat in 1873 werd omgedoopt in Henry Holt and Company. Het bedrijf van Holt specialiseerde zich in uitgeven en verkocht zelf geen boeken aan lezers. Holt bleef actief in het bedrijf tot ongeveer 1916.
Zeven jaar na de dood van zijn eerste vrouw, trouwde Holt met Florence Taber. Hij kreeg 3 zoons en 3 dochters.
In 1914 begon hij met de uitgave van The Unpopular Review, later omgedoopt in The Unpartizan Review, totdat in 1920 de uitgave werd gestaakt.
Holt schreef ook zelf boeken. Zowel Calire (1892) als Sturmsee: Man and Man (1905) werden in eerste instantie anoniem uitgegeven, en later heruitgegeven onder zijn eigen naam. The New York Times beschreef ze als volgt: "In Sturmsee worden de huidige economische problemen op een interessante manier benaderd. De benadering van het sociaal werk wordt erin behandeld en er zitten vele satirische elementen in. De blik van het ander boek, Calmire, is wat breder."
Holt was lid van de Simplified Spelling Board - een organisatie die vereenvoudiging van de spelling van de Engelse taal nastreefde - en was de voorzitter aan wie de oprichter Andrew Carnegie op 25 februari 1915 een brief schreef, waarin hij zijn ontevredenheid met de voortgang van de organisatie kenbaar maakte. Carnegie stelde dat er nooit een zinlozer groep mensen bij elkaar gebracht was dan deze organisatie, blijkend uit de resultaten.
In 1923 publiceerde Holt zijn autobiografie, Garrulities of an Octogenarian Editor.
Holt stierf op 13 februari 1923 in zijn huis in New York en is begraven op de Greenwood Cemetery.